# Carl Adam Hjulhammar

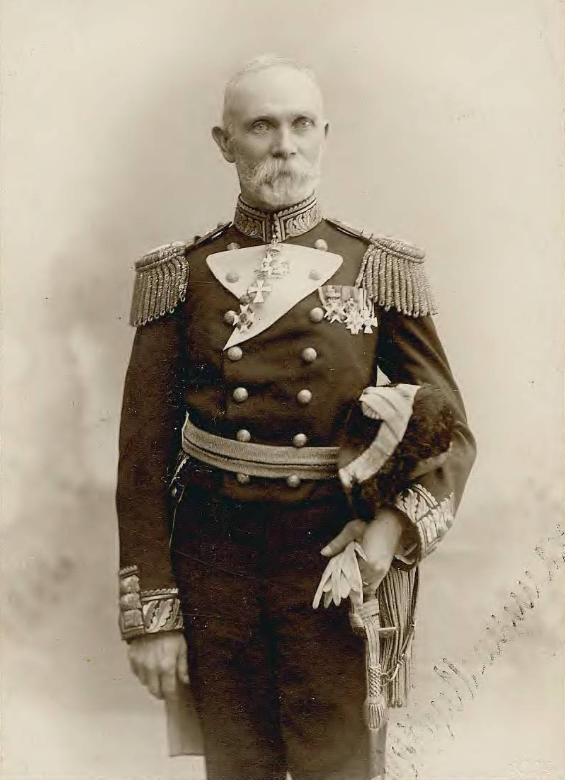
Carl Adam Hjulhammar.

Carl Adam Magnus Hjulhammar, född 21 januari 1846 i Ärla (Södermanland), död 2 mars 1914 i Djursholm, var en svensk sjömilitär.

## Biografi
Hjulhammar inledde sin bana som sjöofficer 1865, då han utnämndes till sekundlöjtnant efter avslutad utbildning. Han var tidigt i karriären, 1882, i fransk örlogstjänst. Han utnämndes till kapten 1883, kommendörkapten av andra graden 1891 och av första graden 1896, kommendör 1899, konteramiral 1903 och viceamiral 1911.
Bland viktigare kommenderingar kan nämnas att han var fartygschef för korvetten HMS Balder under utlandsexpeditionen 1896–1897, chef för Sjökrigshögskolan 1898–1901, chef för örlogsvarvet i Karlskrona 1901–1904 samt kommendant för Karlskrona fästning och befälhavande amiral för flottans station i Karlskrona 1904–1910.
Hjulhammar var flitigt anlitad som utredare och bidrog bland annat till utformningen av Sjökrigshögskolan, förändringar av värnpliktslagstiftningen och med sakkunskap i materielfrågor. År 1911 lämnade han aktiv tjänst och befordrades samtidigt till viceamiral.
Hjulhammar var ledamot av Kungliga Krigsvetenskapsakademien, invald 1894 och ledamot av Kungliga Örlogsmannasällskapet, invald 1874, hedersledamot 1903, ordförande 1904–1910.

## Utmärkelser

### Svenska utmärkelser
- Kommendör av första klassen av Svärdsorden, 1 december 1904.[1]
- Kommendör av andra klassen av Svärdsorden, 1 december 1902.[1]
- Riddare av Svärdsorden, 1 december 1886.[1]

### Utländska utmärkelser
- Kommendör av andra graden av Danska Dannebrogorden, 28 juli 1894.[1]
- Riddare av Franska Hederslegionen, 29 juli 1891.[1]
- Kommendör av Grekiska Frälsarens orden, 1896.[1]
- Riddare av Norska Sankt Olavs orden, 3 december 1898.[1]
- Riddare av Portugisiska Torn- och svärdsorden, 1883.[1]
- Riddare av tredje klassen av Preussiska Röda örns orden, 27 juli 1888.[1]
- Riddare av andra klassen med kraschan av Preussiska Kronorden, december 1905.[1]
- Andra klass av Tunisiska orden Nichan-Iftikhar, 1897.[1]